# Walter Molas
Walter Molas (* 23. Juni 2004 in José C. Paz) ist ein argentinischer Fußballspieler.

## Karriere
Anfang 2021 ging Molas von der Jugend der Boca Juniors in deren U20 und im Sommer 2024 in die zweite Mannschaft über. Sein Ligadebüt für die erste Mannschaft gab er am 22. Juli 2024 bei einem 2:2-Unentschieden gegen CSD Defensa y Justicia, als er zur zweiten Halbzeit für Dylan Gorosito eingewechselt wurde. Schon zuvor kam er international am 4. April 2024 bei einem 0:0 gegen Nacional Potosí in der Copa Sudamericana 2024 zum Einsatz.